# Naudea louwae
Naudea louwae is een pissebed uit de familie Bathynataliidae. De wetenschappelijke naam van de soort is voor het eerst geldig gepubliceerd in 1979 door Kensley.